# Sugar Ray Leonard
Pour les articles homonymes, voir Leonard.
Ray Charles Leonard, connu sous le nom de " Sugar " Ray Leonard  est un ancien boxeur professionnel américain né le 17 mai 1956 à Wilmington, en Caroline du Nord. De 1977 à 1997, il enregistre un palmarès impressionnant en remportant des titres mondiaux dans cinq catégories de poids différentes et le championnat linéaire en trois catégories de poids différentes. Leonard faisait partie de "The Fabulous Four", un groupe de boxeurs qui se sont tous affrontés tout au long des années 1980 et composé de lui-même, Roberto Durán, Thomas Hearns et Marvin Hagler.
« The Fabulous Four » a créé une vague de popularité dans les catégories de poids inférieures qui a maintenu la popularité de la boxe après l'ère Mohamed Ali. Leonard fut le premier boxeur à gagner plus de 100 millions de dollars en bourses. En 1980 , il fut nommé "boxeur de la décennie". Il a été nommé boxeur de l'année par le magazine Ring en 1979 et 1981. L'Association des écrivains de boxe d'Amérique l'a nommé boxeur de l'année en 1976, 1979 et 1981.

## Enfance
Leonard est le cinquième fils des sept enfants de Cicero et de Getha Leonard. Il est né à Wilmington, en Caroline du Nord. Son nom est inspiré du chanteur préféré de sa mère Ray Charles. La famille a déménagé à Washington, DC quand il était âgé de trois ans, et s'est installée définitivement à Palmer Park, dans le Maryland, à l'âge de dix ans. Son père travaillait le soir comme gérant d'un supermarché et sa mère était infirmière. Il allait à l'école au Parkdale High School. Leonard était un enfant timide. Il est souvent resté à la maison, lisant des bandes dessinées et jouant avec son chien. Sa mère a déclaré: "Il n'a jamais trop parlé. Nous ne pouvions jamais dire ce qu'il pensait. Mais je n'ai jamais eu de problèmes avec lui. Je n'ai jamais été obligé d'aller à l'école pour des problèmes de discipline ou autres."

## Carrière amateur
Leonard a commencé la boxe au centre de loisirs de Palmer Park en 1969. Son frère aîné, Roger a commencé la boxe en premier et initie son petit frère. Dave Jacobs, un ancien boxeur, et Janks Morton se sont portés volontaires pour être entraîneurs de boxe. Roger remporta quelques trophées et les exhiba devant Ray, l'incitant à commencer la boxe.
En 1972, Leonard atteint à 16 ans les quarts de finale des championnats des États-Unis des poids plumes en ne s'inclinant que contre Jerome Artis. C'était sa première défaite. Plus tard cette année-là, il boxe dans les essais olympiques de l'Est où il ment sur son âge car les règles stipulaient qu'un boxeur devait avoir dix-sept ans pour boxer dans une compétition internationale. Il s'est qualifié pour les demi-finales dans la catégorie des poids légers où il perd par décision contestée contre Greg Whaley. 
C'est à cette époque que Sarge Johnson, entraîneur adjoint de l'équipe olympique américaine de boxe, déclare à Dave Jacobs: Ce gamin que tu as est doux comme du sucre. Le surnom Sugar Ray lui est dès lors attribué tout comme avant lui Sugar Ray Robinson.
En 1973, Leonard remporte les Golden Gloves en poids légers  mais perd contre Randy Shields lors de la finale des championnats des États-Unis des poids légers. L'année suivante, Leonard remporte les deux compétitions en poids légers tout comme en 1974.
En 1975, il s'impose à nouveau aux championnats des États-Unis et remporte aussi la compétition des poids super-légers des jeux panaméricains. En 1976, Leonard intègre l’équipe olympique américaine en poids welters. L'équipe comprenait également Leon et Michael Spinks, Howard Davis, Leo Randolph, Charles Mooney et John Tate. En finale, il s'impose en KO contre le cubain Andrés Aldama qui avait inscrit cinq KO d'affilée pour atteindre la finale. 
Il termine sa carrière amateur avec un record de 165–5 et 75 KO.

## Carrière professionnelle
Champion olympique à Montréal en 1976, il a été champion du monde dans 5 catégories différentes entre 1979 et 1989 (des poids welters à mi-lourds). Droitier rapide et mobile, doté d'une prodigieuse vitesse de réaction et d'un coup d'œil supersonique, il est très sûr de lui et a un sens tactique aiguisé.
Vainqueur de Wilfred Benitez pour son premier championnat du monde, il concède sa première défaite face à Roberto Durán le 20 juin 1980 mais remporte la revanche quelques mois plus tard par arrêt au 8e round. Leonard bat par la suite Thomas Hearns dans ce qui sera selon Ring Magazine le combat de l'année 1981.
Sugar Ray Leonard interrompt sa carrière à seulement 26 ans en raison d'un décollement de la rétine en février 1982. Opéré avec succès, il remonte sur les rings après une retraite de 3 ans et bat en 1987 un autre grand nom de la boxe, Marvin Hagler, au terme d'un combat tactique. La décision sera d'ailleurs très controversée.
Il remporte son 5e et dernier titre mondial en mi-lourds le 7 novembre 1988 aux dépens de Donny Lalonde puis défend sa ceinture WBC en faisant match nul contre Thomas Hearns (bien qu'il soit allé deux fois au tapis) et en battant à nouveau Roberto Durán en 1989. Leonard annonce sa retraite après cette victoire mais combattra deux dernières fois en 1991 face à Terry Norris et en 1997 (à 41 ans) face à Héctor Camacho.

## Distinctions
- Sugar Ray Leonard est élu boxeur de l'année en 1979 et 1981 par Ring Magazine.
- Leonard - Hearns I est élu combat de l’année en 1981.
- Leonard - Hagler est élu combat de l’année en 1987.
- Il est membre de l'International Boxing Hall of Fame depuis 1997

## Apparitions dans les médias

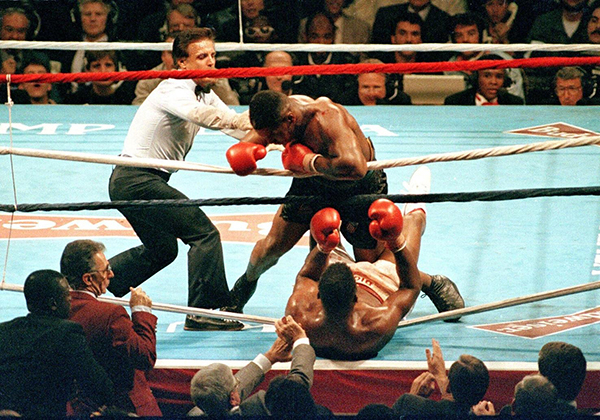
Le champion de boxe poids lourd Mike Tyson s'appuie sur les cordes après avoir mis au tapis son challenger Tyrell Biggs au septième round de leur combat de championnat au Convention Hall d'Atlantic City, New Jersey, le 16 octobre 1987. Les arbitres sont Tony Orlando et Sugar Ray Leonard (avec le nœud papillon rouge) visible en arrière-plan.

Leonard a travaillé comme analyste de boxe pour ABC,  NBC, ESPN, HBO et EPIX. Sa relation avec HBO a duré plus d'une décennie. Cela a pris fin en 1990, après que HBO n'ait pas eu l'occasion de soumissionner pour les droits de retransmission télévisée du combat de Leonard avec Terry Norris. HBO a estimé qu'il serait inapproprié pour Leonard de continuer avec eux s'ils ne pouvaient pas soumissionner pour ses combats. L'avocat de Leonard, Mike Trainer, a déclaré: "Il n'y a jamais eu de lien entre sa diffusion et ses combats."
Leonard a fourni des avenants commerciaux à des sociétés telles que Coca-Cola, EA Sports, Ford, Nabisco, Revlon et 7 Up. Sa publicité la plus célèbre était une publicité de 7 pièces avec son fils, Ray Jr., Roberto Durán et le fils de Durán, Roberto Jr. au début des années 1980,.  Leonard est l’un des conférenciers les plus convoités au monde sur la motivation et l’inspiration. Son discours, intitulé "Power" (Préparer, vaincre et gagner à chaque tour), fait l'objet de réservations régulières avec les plus grandes entreprises du Fortune 500 aux États-Unis et à l'étranger.
Leonard a également travaillé comme acteur. Il est apparu dans de nombreuses émissions de télévision, notamment Half & Half, LA Heat, Mariés, deux enfants , Renegade et Tales From The Crypt. Il est également apparu dans plusieurs films, notamment I Spy et, plus récemment, The Fighter (2010), avec Christian Bale et Mark Wahlberg. Ce film a rappelé des souvenirs de son combat avec Dicky Eklund . Il a également travaillé comme conseiller dans le film Real steel de 2011 sur la boxe de robots . Leonard a servi d’hôte et de mentor aux aspirants combattants de The Contender. Sylvester Stallone, qui a coanimé la première saison, était l’un des producteurs exécutifs, avec Mark Burnett. Quand Leonard a quitté la série, Tony Danza l’a remplacé pour la dernière saison.

## Anecdotes
- Sugar Ray Leonard a emprunté le nom de « Sugar » à Sugar Ray Robinson.
- Il a présenté aux côtés de Sylvester Stallone l'émission The Contender dans laquelle 16 boxeurs s'affrontent pour remporter 1 million de dollars.
- Il est le parrain de la célèbre Khloé Kardashian.
- Il fait une apparition dans le film The Fighter, dans son propre rôle.
- Il est apparu dans la série télévisée Les Contes de la crypte, saison 4, épisode 1 réalisé par Tom Hanks.
- Il a été le conseiller technique du film Real Steel.